# アルペジョーネ

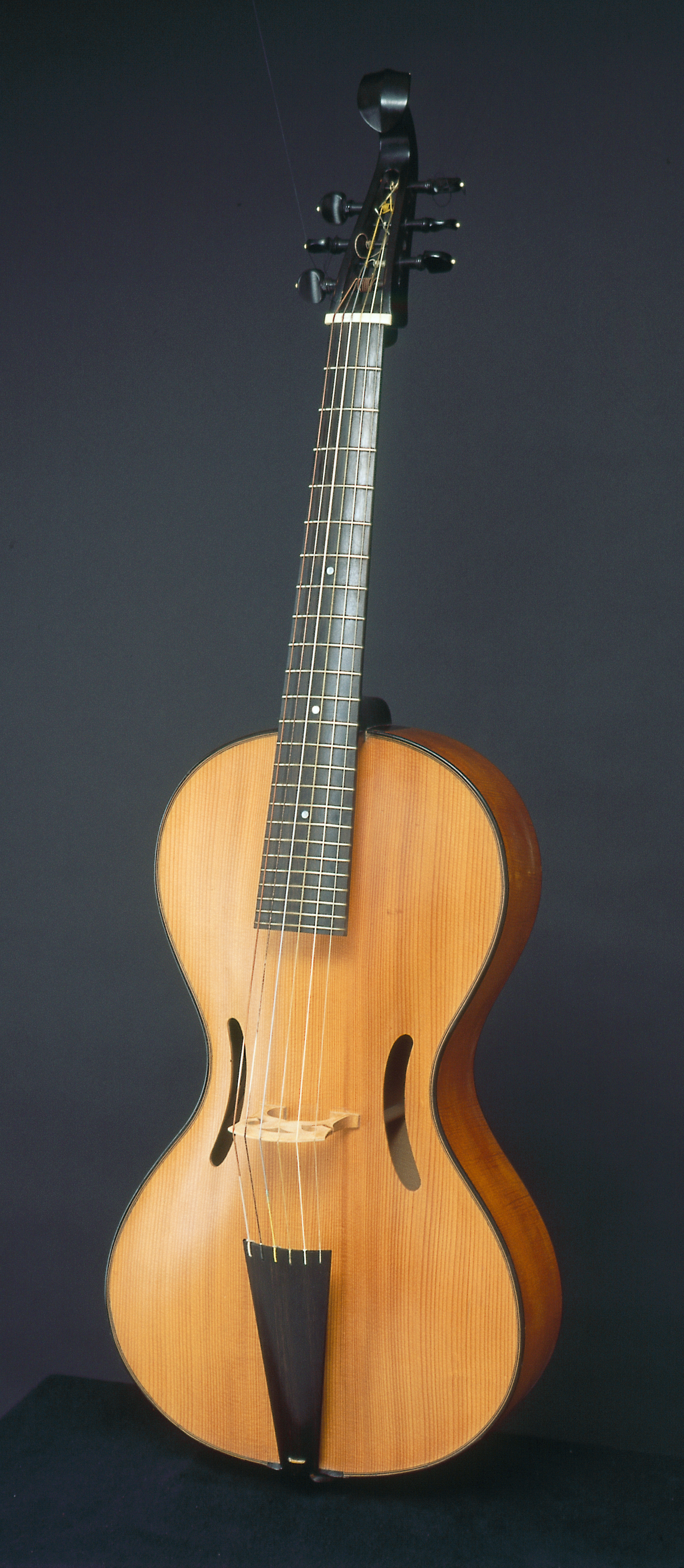
アルペジョーネ、Henning Aschauer が1968年に製作、Alfred Lessing の仕様に基づく。

アルペジョーネもしくはアルペッジョーネ（arpeggione）は、1823年から1824年にかけてウィーンのギター製作者ヨハン・ゲオルク・シュタウファー、1778年 - 1853年）により発明された、6弦の弦楽器である。
弓で演奏するが、チェロを小ぶりにしたような本体のために重音を出すことが容易であり、また24のフレットを持つなど、ギターの特徴も併せ持つ。このため「ギター・チェロ」という別名でも呼ばれたが、外見はバロック時代のヴィオラ・ダ・ガンバに似ている。

## 楽曲
この楽器のために作曲された有名な楽曲は、シューベルトの《アルペジョーネ・ソナタ イ短調》D821である。これは1824年の作品だが、1871年になってようやく出版された時には、すでにアルペジョーネは忘れられた楽器になっていた。したがって現在でも、アルペジョーネが演奏に使われることはほとんどなく、このソナタの演奏では、チェロやヴィオラ、コントラバスで代用されることが通例である。
その他にも、製作者のシュタウファーや、ルイ・シュポーア、ヨハン・ブルグミュラー、ベルンハルト・ロンベルクがアルペジョーネ作品を残している。